# Интерно расељена лица
Интерно расељена лица (ИРЛ) се у најширем смислу дефинишу као особе које су биле приморане да напусте своје домове, али су остале у границама своје државе. Због непостојања прецизне дефиниције они се често називају избеглицама, иако не испуњавају правну дефиницију избеглица. 2006. године процењено је да има око 25 милиона интерно расељених лица (ИРЛ) у 50-ак земаља.
Најпрецизнија дефиниција интерно расељених лица се користи у извештајима Уједињених нација и она гласи да су то лица или заједнице која су присиљена да напусте своје домове и места становања као последица ратних сукоба или да би избегли ефекте оружаног конфликта, општег насиља, кршења људских права, природних катастрофа или несрећа изазваних људским фактором, а која нису прешла међународно признате државне границе.
Ово је оквирна дефиниција интерно расељених лица (ИРЛ), јер нису набројани сви разлози за принудно пресељење, јер су они различити за сваку поједниначну државу. Међутим, званична статистика ИРЛ рачуна само лица која су пресељена услед ратних сукоба и кршења људских права, чак се препоручује да се у интерно расељена лица сврставају само лица која су расељена услед рата — тиме би се дефиниција интерно расељених лица поклопила са дефиницијом избеглице док би diferencia specifica била да су остали у границама матичне државе.
Државе са највећим бројем ИРЛ су Азербејџан (око 1.000.000 лица расељених због оружаног сукоба у Нагорно-Карабаху), Колумбија (2—3 милиона ИРЛ услед грађанских немира, герилских ратова политичких немира), Демократска Република Конго (1.500.000 ИРЛ услед Другог конгоанског рата), Ирак (преко 2.500.000 ИРЛ)...